# Sand Point (Alaska)
Sand Point es una ciudad ubicada en el borough de Aleutianas Orientales en el estado estadounidense de Alaska. En el año 2000 tenía una población de 893 habitantes y una densidad poblacional de 47,1 personas por km².

## Geografía
Sand Point se encuentra ubicada en las coordenadas 55°20′12″N 160°29′36″O / 55.33667, -160.49333.

## Demografía
Según la Oficina del Censo en 2000 los ingresos medios por hogar en la localidad eran de $55.417, y los ingresos medios por familia eran $58.000. Los hombres tenían unos ingresos medios de $20.000 frente a los $22.500 para las mujeres. La renta per cápita para la localidad era de $21.954. Alrededor del 16,0% de la población estaban por debajo del umbral de pobreza.